# Bernhard Bauer (Skirennläufer)
Bernhard Bauer (* 10. Oktober 1967 in Oberwössen) ist ein ehemaliger deutscher Skirennläufer. Er gehörte in den 1990er-Jahren zu den besten deutschen Slalomfahrern, nahm einmal an Olympischen Winterspielen und dreimal an Weltmeisterschaften teil. Im Weltcup erzielte er neun Top-10-Platzierungen, zudem gewann er jeweils einmal die Slalomwertung des Europacup und des Nor-Am Cup. 1996 wurde er Deutscher Meister im Slalom.

## Biografie
Erste internationale Erfahrungen sammelte Bauer bei den Juniorenweltmeisterschaften 1985 in Jansá, wo er 35. in der Abfahrt und 44. im Riesenslalom wurde. Ohne zuvor Weltcuppunkte erreichte zu haben, nahm er 1991 an den Weltmeisterschaften in Saalbach-Hinterglemm teil. Dort erreichte er den 15. Platz im Slalom. Fünf Wochen später erzielte er auch im Weltcupslalom von Lillehammer den 15. Platz und gewann damit seinen ersten Weltcuppunkt. In der Saison 1991/92, in der erstmals die besten 30 jedes Rennens Weltcuppunkte erhielten, fuhr er in fünf Slaloms unter die schnellsten 25 und erreichte als bestes Ergebnis den 16. Platz in Wengen. Zudem gewann er in diesem Winter die Slalomwertung des Nor-Am Cup. Am 17. Jänner 1993 fuhr Bauer als Neunter des Slaloms von Lech erstmals in die Top 10. Bei den Weltmeisterschaften 1993 in Morioka-Shizukuishi wurde er 18. im Slalom, 21. in der Kombination und 35. im Riesenslalom. Zwei weitere Top-10-Ergebnisse folgten zu Beginn der Saison 1993/94: Im Slalom von Park City wurde er Zehnter und im Slalom von Stoneham Neunter. Er kam bei den Olympischen Winterspielen 1994 in Lillehammer zum Einsatz, fiel aber bereits im ersten Slalomdurchgang aus.
Zwei neunte Plätze – bessere Resultate erreichte er im Weltcup nicht – gelangen ihm auch in der Saison 1994/95 in den Slaloms von Tignes und Wengen. Zwei zehnte Plätze in Garmisch-Partenkirchen und Bormio und weitere drei Top-20-Ergebnisse verhalfen ihm zu Platz 15 im Slalomweltcup – seinem besten Ergebnis im Disziplinenweltcup. In diesem Winter war Bauer auch im Europacup erfolgreich. Er sicherte sich mit zwei Siegen in den beiden Slaloms von Tarvis und drei zweiten Plätzen den Gewinn der Slalomwertung und erreichte Platz vier im Gesamteuropacup, punktegleich mit dem Schweizer Patrick Staub. In der Saison 1995/96 waren Bauers beste Weltcupergebnisse zwei zehnte Plätze in den Slaloms von Park City und Madonna di Campiglio. Bei seinem letzten internationalen Großereignis, den Weltmeisterschaften 1996 in der Sierra Nevada, startete er nur im Slalom, wurde aber im ersten Durchgang disqualifiziert. Drei Wochen nach der WM wurde er in Zwiesel Deutscher Meister im Slalom. Bereits 1992 hatte er hinter Peter Roth den zweiten Platz in der deutschen Slalommeisterschaft erreicht.

## Erfolge

### Weltmeisterschaften
- Saalbach-Hinterglemm 1991: 15. Slalom
- Morioka-Shizukuishi 1993: 18. Slalom, 21. Kombination, 35. Riesenslalom

### Juniorenweltmeisterschaften
- Jasná 1985: 35. Abfahrt, 44. Riesenslalom

### Weltcup
- Neun Platzierungen unter den besten zehn

### Kontinentalcups
- Nor-Am Cup: Saison 1991/92: 1. Slalomwertung
- Europacup: Saison 1994/95: 4. Gesamtwertung, 1. Slalomwertung

### Deutsche Meisterschaften
- Deutscher Meister im Slalom 1996
- Vizemeister im Slalom 1992